# Tvärstjärtsglada
Tvärstjärtsglada (Lophoictinia isura) är en fågel i familjen hökar inom ordningen hökfåglar.

## Utseende
Tvärstjärtsgladan är en 50–56 cm lång, slank rovfågel med litet huvud och långa vingar. Ytligt sett liknar den en brun glada, men stjärten är tvärt avskuren. Vidare är den gräddvit på panna och ansikte samt rostfärgad i nacken och på undersidan. På halsen syns svarta streck. Ungfågeln är rödare på huvudet och mindre streckad.

## Utbredning och systematik
Fågeln förekommer lokalt i hela Australien. Den placeras som ensam art i släktet Lophoictinia . Den behandlas som monotypisk, det vill säga att den inte delas in i några underarter.

## Levnadssätt
Tvärstjärtsgladan hittas i öppna skogar och buskmark. Den ses ofta segla precis ovan trädtopparna, vanligen med rätt små vingrörelser. Arten påträffas enstaka eller i par.

## Status och hot
Arten har ett stort utbredningsområde, men tros minska i antal, dock inte tillräckligt kraftigt för att den ska betraktas som hotad. Internationella naturvårdsunionen IUCN listar arten som livskraftig (LC).

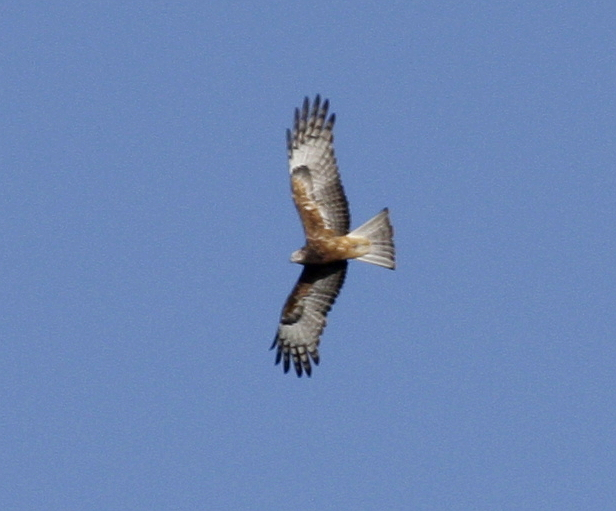